# 오상현
오상현(吳上鉉, 1940년 2월 10일~2017년 6월 7일)은 대한민국의 정치인, 특수단체인이다. 본관은 동복(同福)이고, 전북 진안 출생이다.

## 약력
전북 진안 출신으로, 한양대 원자력공학과를 졸업하고, 1971년 육군 소령으로 예편하여, 전주MBC고문, 대우그룹 기획조정실 상무, 동남산업 회장 등을 거쳤다. 그리고 1981년 11대 선거에서 전북 무주군·진안군·장수군 지역구 국회의원(민주한국당)으로 당선되어, 국회 원내수석(부총무)과 국제의원연맹(IPU) 한국 대표로 활동했다. 그 후 동남개발 회장을 거쳐 1992년에 치러진 대선에서 민주당 김대중 후보 선거대책위원장, 새천년민주당 국정자문위원을 한 후, 대한손해보험협회 회장 등을 역임했다.

## 역대 선거 결과
|  | 14.42% |

|  | 22.43% |

|  | 17.43% |

|  | 24.50% |

|  | 39.52% |